# Wayne megye (Michigan)
Wayne megye az Amerikai Egyesült Államokban, azon belül Michigan államban található. Székhelye és legnagyobb városa Detroit. Lakosainak száma 1 793 561 fő (2020). Wayne megye Washtenaw, Macomb, Essex, Oakland és Monroe megyékkel határos.

## Népesség
A megye népességének változása:
| Lakosok száma | 1 815 544 | 1 801 688 | 1 792 496 | 1 775 273 | 1 759 335 | 1 793 561 |
|               | 2010      | 2011      | 2012      | 2013      | 2015      | 2020      |